# Evelyn Vysher

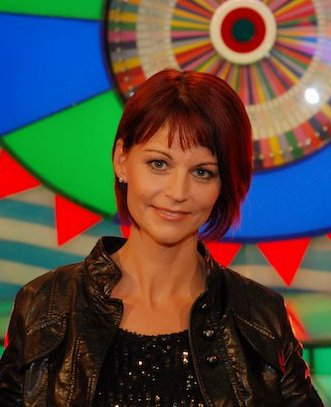
Evelyn LYN Vysher als Sängerin im September 2010

Evelyn Vysher (* 23. Juli 1973 in Graz, unter dem bürgerlichen Namen Evelyn Fischereder) ist eine österreichische Moderatorin, Sängerin und Sprecherin.

## Gesang
Evelyn Vysher startete ihre Karriere Ende der 80er bei der Formation Champaign, mit welcher sie im Jahre 1989 den Nachwuchs-Wettbewerb Chart-Attack (TV-Sendung X-LARGE im ORF) gewann. Die Singleauskopplung Baby, Gimme Your Love folgte.
Nach weiteren Projekten mit anderen Musikern (Duette, Background-Vocals unter anderen für DJ Ötzi) veröffentlichte Evelyn Vysher im Jahr 2008 ihre erste vollständige LP mit dem Titel Leichtigkeit mit Tiefgang. Produzent und Songwriter war dabei federführend Roman Steinkogler, die Texte stammen von Sabine Salat. Die Titel sind soulige Titel mit Anlehnung an Austropop und leichten Schlagern.
Die Single-Auskoppelung Glaub an Dich belegte 2010 Platz 1 in den Jahres-Airplaycharts auf Radio Oberösterreich.
Im Jahr 2011 wurde in Kooperation mit Pater Anselm Grün die CD Lebe Dein Leben bei Ariola (Sony Music) veröffentlicht, auf welcher Texte des deutschen Benediktiner-Paters Anselm Grün vertont und veröffentlicht wurden. Evelyn Vysher sang alle Titel. 2018 veröffentlichte sie ihr zweites Album Einfach Sein, das von Hannes Bertolini in dessen Studio produziert wurde. Es folgten die Auskoppelungen Wieder DaDaDa und Umarm Dich Mal.
Als Background-Sängerin ist Evelyn Vysher auch für weitere Künstler national und international tätig, beispielsweise als Background-Vocal für David Hasselhoff (Pina Colada Girl, 2011), DJ Ötzi oder Gloria Gaynor.
Seit 2019 steht sie als Lyn Vysher Trio mit dem Keyboarder Martin Mader und dem Bassisten Martin Matzinger auf der Bühne und präsentiert die Songs ihrer beiden Alben.
Weiters machte sie zwischenzeitlich Ausbildungen zur Yoga-Lehrerin, Dipl. Energetikerin sowie Astrologin.

## Moderation und Sprechrollen
Seit dem 24. September 2003 moderiert Vysher die Fernsehsendung Lotto 6 aus 45 zweimal wöchentlich im ORF.
Als Sprecherin ist Evelyn Vysher seit 2008 die Station-Voice von Radio Wien. Außerdem leiht sie ihre Stimme verschiedenen Produkten in der österreichischen Hörfunk- und Fernsehwerbung (u. a. NIVEA, Sodastream, ÖBB, Catsan, IGLO, SILAN, KIKA, Neoangin, BWT).